# كارلوس سيلفا (منافس ألعاب قوى)
كارلوس سيلفا (بالبرتغالية: Carlos Silva‏) هو منافس ألعاب قوى برتغالي، ولد في 8 يونيو 1974.

## وصلات خارجية
- كارلوس سيلفا على موقع الاتحاد الدولي لألعاب القوى (الإنجليزية)
- كارلوس سيلفا على موقع الاتحاد الأوروبي لألعاب القوى (الإنجليزية)
- كارلوس سيلفا على موقع أوليمبيديا (الإنجليزية)